# Psychomotorische therapie
Psychomotorische therapie (PMT) is een behandelvorm voor mensen met psychosociale of psychische problematiek, waarbij op methodische wijze gebruikgemaakt wordt van werkvormen gericht op lichaamsbeleving en het handelen in bewegingssituaties. De psychomotorisch therapeut richt zich op de problematiek zoals die naar voren komt in bewegingsgedrag, lichaamstaal, lichamelijke spanningen, lichaamshouding, lichaamssensaties en lichaamsbeleving. Deze aspecten zijn aandachtspunt in de diagnostiek en aangrijpingspunt voor de behandeling. Psychomotorische therapie wordt zowel aan individuele cliënten, als aan echtparen, gezinnen of groepen gegeven. PMT is er voor ouderen, volwassenen, jongeren en kinderen.

## Ontwikkeling van psychomotorische therapie
Reeds in de 18e eeuw werd lichaamsbeweging gebruikt in de behandeling van psychiatrische patiënten in Frankrijk, Duitsland en Engeland (Probst en Bosscher, 2001). In Nederland schreef Euler in 1858 over gymnastiek bij psychiatrische patiënten, maar de Duitse psychiater Simon beschreef als eerste de “actieve” therapie die navolging kreeg in Nederland (De Lange, 1998). Na de Tweede Wereldoorlog werd de ‘bewegingstherapie’ verder uitgewerkt door docenten lichamelijke opvoeding. Van Roozendaal maakte naam met zijn bewegingsonderzoek en Gordijn ontwikkelde zijn “leer van het menselijk zich bewegen” die voor de hulpverlening van belang werd. In 1960 is de Nederlandse Vereniging voor Bewegingstherapie opgericht; de huidige Nederlandse Vereniging voor Psychomotorische Therapie (NVPMT). Vanaf de jaren zeventig wordt bewegingstherapie in toenemende mate beïnvloed door ideeën uit de psychotherapie. Petzold, komend van Duitsland naar Nederland, ontwikkelt de Integratieve Bewegingstherapie, waarin bijvoorbeeld veel elementen uit de gestalttherapie opgenomen zijn (Petzold, 1996). Door deze ontwikkeling en de verwarring over de naamgeving met bewegingstherapie als onderdeel van fysiotherapie, verandert in 1975 officieel de naam in psychomotorische therapie (Krol en Van Roozendaal, 1975). In 1995 vindt de oprichting van het Europees Forum voor Psychomotorische Therapie (EFP) plaats. In dit forum wordt duidelijk dat er tussen de landen grote verschillen zijn in theoretische uitgangspunten en de beroepspraktijk. Gelijkertijd geeft dit een sterke impuls aan de beroepsontwikkelingen over de grenzen heen.
Kuno van Dijk, hoogleraar psychiatrie in Groningen, legde de basis voor de ontwikkeling van de lichaamsgerichte therapie in Nederland in het begin van de jaren 80. Samen met zijn team nodigde hij de Amerikaanse (dans)therapeut Albert Pesso uit om colleges te geven. Later resulteerde dat in de opleiding tot pessotherapeut door de Regionale Instellingen voor Nascholing en Opleiding in de GGZ (RINO) en in de oprichting van de Vereniging voor Pesso-Psychotherapie. Ook werd er contact gelegd met Laura Perls, de medeoprichter van de gestalttherapie. Van Dijk heeft jarenlang met zijn team gewerkt aan het ontwikkelen van denkmodellen om de lichaamsgerichte therapie te onderbouwen. In zijn kliniek noemde hij dat Psycho-Senso-Motorische-Therapie. Dit vak werd in samenwerking met onder anderen de psycholoog en bewegingstherapeut Herman Bolhuis verder ontwikkeld tot de huidige psychomotorische therapie.

### Erkenning door de overheid
Sinds 1995 erkent de Nederlandse overheid psychomotorische therapie als beroep in de Geestelijke Gezondheidszorg (GGZ). Psychomotorisch therapeuten vormen tezamen met de creatief therapeuten de vaktherapeutische beroepsgroep, een van de zes beroepsgroepen in de Geestelijke Gezondheidszorg (agogen, psychologen, psychiaters, psychotherapeuten, verpleegkundigen en vaktherapeuten). Zij zijn vanaf die tijd ook vertegenwoordigd in het Coördinerend Orgaan Nascholing en Opleiding (CONO) in de GGZ. Dit heeft er onder andere toe geleid dat in 2006 de Federatie Vaktherapeutische Beroepen is opgericht, waarin de verenigingen voor psychomotorisch, beeldend, drama-, muziek- en danstherapeuten zijn opgenomen. Deze federatie heeft een taak in de kwaliteitsbevordering, kennisvermeerdering en positionering van vaktherapeuten.

## Hoe worden behandeldoelen bereikt?
Het doel van PMT is het verminderen of wegnemen van problematiek. Een psychomotorisch therapeut onderzoekt eerst de aard en oorzaak van de problemen. Hij/zij maakt op grond van diagnose en hulpvraag een behandelplan. Vanuit een ervaringsgerichte methodiek werkt hij met bewegingsvormen en lichaamsgerichte interventies. De behandeling is gericht op actuele situaties en/of gebeurtenissen uit het verleden en de hiermee verbonden gedragspatronen en conflicten. De cliënt leert zijn/haar problemen anders te benaderen en beperkingen te accepteren.

### Methodisch werken
Psychomotorisch therapeuten werken doelgericht met hun cliënten en kunnen hun werkwijze onderbouwen en verantwoorden. Methodisch werken impliceert dat de therapeut op basis van diagnostische procedures tot een verantwoord behandelplan komt, waarbij zowel de doelstellingen als de wijze waarop deze bereikt zullen worden helder omschreven zijn, en waarbij het behandelplan regelmatig geëvalueerd en zo nodig bijgesteld wordt.

### Interventies gericht op lichaamsbeleving en bewegingsgedrag
Psychomotorisch therapeuten beschikken over een arsenaal aan werkvormen om de cliënt zowel letterlijk als figuurlijk in beweging te laten komen en stil te laten staan bij de betekenis van interactioneel bewegingsgedrag en/of zich te laten richten op de beleving van het eigen lichaam. Het is daarbij mogelijk dat men zich primair richt op het bewegen of de lichaamsbeleving, maar doorgaans zijn beiden aan de orde. Deze interventies maken het primaire onderscheid tussen psychomotorische therapie en andere vaktherapieën.

## Richtlijnen en onderzoek
Hoewel de psychomotorische therapie zich sterk vanuit de praktijk heeft ontwikkeld, is er door de jaren heen ook aandacht geweest voor onderzoek. Met de roep om evidence-based handelen in de GGZ is wetenschappelijk onderzoek onder psychomotorisch therapeuten weer hoger op de agenda komen te staan. Er bestaan kleinere of niet-vergelijkende studies naar de effectiviteit van verschillende vormen van PMT bij verschillende doelgroepen.
Psychomotorisch therapeuten participeren in de ontwikkeling van landelijke multidisciplinaire richtlijnen voor de behandeling van specifieke doelgroepen zoals door het Nederlandse Trimbos Instituut in samenwerking met het kwaliteitsinstituut voor de gezondheidszorg CBO wordt aangestuurd. Ook praktijkgericht onderzoek en de consensus van experts wordt meegewogen bij het opstellen van de richtlijnen.
Psychomotorische therapie is gebaseerd op theorievorming uit wetenschappelijke disciplines die elkaar deels overlappen: filosofie, sociale, ontwikkelings-, klinische en gezondheidspsychologie, geneeskunde (psychiatrie en Behavioural Medicine) en bewegingswetenschappen.
De kernbegrippen die van belang zijn voor de theoretische basis van de huidige beroepspraktijk zijn: een relationeel bewegingsconcept, het biopsychosociale model, het levensloopperspectief, klinisch en sociaal-psychologische referentiekaders.
Een van de weinige psychomotorische benaderingen die intussen evidence-based bevonden werd, is de running therapie voor depressie.

## Nederlandse beroepsvereniging en opleiding
De Nederlandse Vereniging voor Psychomotorische Therapie (NVPMT), opgericht 20 april 1960, behartigt de professionele belangen van haar leden. Zij bewaakt de kwaliteit van beroepsuitoefening van haar leden door middel van een register. Voor opname in dit register worden eisen gesteld aan opleiding, werkervaring, bij- en nascholing, intervisie en supervisie. De NVPMT ondersteunt werkgroepen die modules en producten van psychomotorische therapie ontwikkelen. Zij ondersteunt [wetenschappelijke] toetsing en uitgave hiervan.
De opleiding tot psychomotorisch therapeut wordt verzorgd door de Hogeschool Windesheim in Zwolle, de Hogeschool Arnhem en Nijmegen, te Nijmegen, en de Vrije Universiteit te Amsterdam. De NVPMT maakt deel uit van het door de overheid ingestelde cluster 'vaktherapeutische beroepen' en is aangesloten bij de Federatie voor Vaktherapeutische Beroepen [FVB]. Hierbij zijn ook de verenigingen van beeldend therapeuten, danstherapeuten, dramatherapeuten, muziektherapeuten, speltherapeuten en psychomotorische kindertherapeut aangesloten.

## Psychomotorische therapie bij kinderen
Wanneer de psychomotorische ontwikkeling bij kinderen onvoldoende of vertraagd verloopt, dan kan men dit pogen te verbeteren door expliciete training van de psychomotorische vaardigheden, bijvoorbeeld door middel van coördinatie-oefeningen. Ook het leren beheersen van bewegingen ("stilzitten") kan als onderdeel van de psychomotorische therapie worden beschouwd.
Omdat de psychomotorische ontwikkeling integraal onderdeel is van zowel de algemene lichamelijke als de psychische ontwikkeling van een kind, menen sommige therapeuten dat het trainen van de psychomotoriek ook gunstige effecten heeft op de ontwikkeling van andere vaardigheden, zoals taalverwerving, sociale vaardigheden, abstract redeneren, rekenvaardigheden et cetera.

## Psychomotorische therapie bij gezinnen
Psychomotorische gezinstherapie (PMGT) is een specifieke vorm van behandeling. Er worden elementen uit de psychomotorische therapie als uit systeemtherapie gebruikt. Deze vorm wordt dan ook bij voorkeur gegeven door twee therapeuten; een systeemtherapeut/ systeemtherapeutisch werker en een psychomotorisch therapeut.Gezinnen kunnen door te doen en te ervaren in het hier en nu (enactment) aan voor hen belangrijke gezinsthema’s werken. Het kenmerkende van PMGT is dat gezinsleden niet zozeer met elkaar hoeven te praten over de zorgen die er zijn, maar met elkaar in actie komen door het doen van diverse werkvormen. 